# 음력 5월 19일
음력 5월 19일은 음력 5월의 19번째 날이다.

## 문화
- 1990년 - TBS FM 개국.
- 1999년 - 서울 지하철 8호선 전 구간 완전 개통. (암사 ~ 잠실)

## 탄생
- 1968년 - 대한민국의 골프인 최경주.
- 1990년 - 대한민국의 배우 고경표.

## 같이 보기
- 음력 360일: 1월 2월 3월 4월 5월 6월 7월 8월 9월 10월 11월 12월
- 전날:5월 18일 다음날:5월 20일 - 전달:4월 19일 다음달:6월 19일
- 양력:5월 19일
- 음력, 윤달